# Дискография Lil Pump
Американский рэпер Lil Pump выпустил четыре студийных альбома, двадцать восемь синглов (включая семь в качестве приглашённого исполнителя) и восемнадцать музыкальных видео. В марте 2016 года Lil Pump выпустил свой дебютный сингл «Elementary». Его первым чартерным синглом стал «Gucci Gang», дебютировав под номером 81 в американском чарте Billboard Hot 100, а затем достиг 3-го места в чарте. Сингл был сертифицирован трижды платиновым американской ассоциацией звукозаписывающих компаний (RIAA). В октябре 2017 года Lil Pump выпустил свой дебютный одноимённый студийный альбом, достигнув 3-го места в чарте Billboard 200. 22 февраля 2019 года Lil Pump выпустил свой второй студийный альбом Harverd Dropout, который достиг 7 позиции в чарте Billboard 200.

## Студийные альбомы
| Название                      | Детали | Высшая позиция в чартах | Высшая позиция в чартах | Высшая позиция в чартах | Высшая позиция в чартах | Высшая позиция в чартах | Высшая позиция в чартах | Высшая позиция в чартах | Высшая позиция в чартах | Высшая позиция в чартах | Высшая позиция в чартах | Сертификации    |
| Название                      | Детали | US                      | US R&B/HH               | BEL                     | CAN                     | FIN                     | FRA                     | ITA                     | NL                      | NZ                      | SWE                     | Сертификации    |
| ----------------------------- | --- | ----------------------- | ----------------------- | ----------------------- | ----------------------- | ----------------------- | ----------------------- | ----------------------- | ----------------------- | ----------------------- | ----------------------- | --------------- |
| Lil Pump                      | - Релиз: 6 октября 2017 - Лейбл: Tha Lights Global, Warner Bros. - Формат: Цифровая загрузка, CD, кассета | 3                       | 2                       | 80                      | 6                       | 10                      | 52                      | 19                      | 46                      | 20                      | 33                      | - RIAA: золотой |
| Harverd Dropout               | - Релиз: 22 февраля 2019 - Лейбл: Tha Lights Global, Warner Bros. - Формат: Цифровая загрузка, CD         | 7                       | 3                       | 36                      | 7                       | 19                      | 46                      | 55                      | 21                      | —                       | 35                      | - RIAA: золотой |
| No Name (совместно с Ronny J) | - Релиз: 10 декабря 2021 - Лейбл: Tha Lights Global, ONErpm - Формат: CD, LP, цифровая загрузка, стриминг | —                       | —                       | —                       | —                       | —                       | —                       | —                       | —                       | —                       | —                       |                 |
| Lil Pump 2                    | - Запланирован 17 марта 2023 - Лейбл: Вне лейбла - Формат: CD, LP, цифровая загрузка, стриминг            | —                       | —                       | —                       | —                       | —                       | —                       | —                       | —                       | —                       | —                       |                 |

## Синглы

### В качестве ведущего исполнителя
| Название                                                                                 | Год  | Высшая позиция в чартах | Высшая позиция в чартах | Высшая позиция в чартах | Высшая позиция в чартах | Высшая позиция в чартах | Высшая позиция в чартах | Высшая позиция в чартах | Высшая позиция в чартах | Высшая позиция в чартах | Высшая позиция в чартах | Сертификация                                                                                                 | Альбом                    |
| Название                                                                                 | Год  | US                      | US R&B/HH               | US Rap                  | AUS                     | CAN                     | GER                     | NZ                      | SWE                     | SWI                     | UK                      | Сертификация                                                                                                 | Альбом                    |
| ---------------------------------------------------------------------------------------- | ---- | ----------------------- | ----------------------- | ----------------------- | ----------------------- | ----------------------- | ----------------------- | ----------------------- | ----------------------- | ----------------------- | ----------------------- | --- | ------------------------- |
| «Elementary»                                                                             | 2016 | —                       | —                       | —                       | —                       | —                       | —                       | —                       | —                       | —                       | —                       | | Внеальбомный сингл        |
| «Lil Pump»                                                                               | 2017 | —                       | —                       | —                       | —                       | —                       | —                       | —                       | —                       | —                       | —                       | | Внеальбомный сингл        |
| «Boss»                                                                                   | 2017 | —                       | 40                      | —                       | —                       | 93                      | —                       | —                       | —                       | —                       | —                       | - RIAA: платиновый                                                                                           | Lil Pump                  |
| «Flex Like Ouu»                                                                          | 2017 | —                       | —                       | —                       | —                       | —                       | —                       | —                       | —                       | —                       | —                       | - RIAA: золотой                                                                                              | Lil Pump                  |
| «D Rose»                                                                                 | 2017 | —                       | 48                      | —                       | —                       | —                       | —                       | —                       | —                       | —                       | —                       | - RIAA: золотой                                                                                              | Lil Pump                  |
| «Molly»                                                                                  | 2017 | —                       | —                       | —                       | —                       | —                       | —                       | —                       | —                       | —                       | —                       | | Lil Pump                  |
| «Next» (совместно с Rich the Kid)                                                        | 2017 | —                       | —                       | —                       | —                       | —                       | —                       | —                       | —                       | —                       | —                       | | Внеальбомный сингл        |
| «Gucci Gang»                                                                             | 2017 | 3                       | 2                       | 2                       | 18                      | 3                       | 35                      | 15                      | 19                      | 25                      | 27                      | - RIAA: 5 × платиновый - ARIA: платиновый - BPI: золотой - BVMI: золотой - IFPI SWI: золотой - RMNZ: золотой | Lil Pump                  |
| «Designer»                                                                               | 2017 | —                       | —                       | —                       | —                       | —                       | —                       | —                       | —                       | —                       | —                       | | Внеальбомный сингл        |
| «I Shyne» (при участии Carnage)                                                          | 2018 | —                       | 49                      | —                       | —                       | 95                      | —                       | —                       | —                       | —                       | —                       | | Battered Bruised & Bloody |
| «Esskeetit»                                                                              | 2018 | 24                      | 16                      | 12                      | —                       | 25                      | —                       | —                       | 74                      | 74                      | 89                      | - RIAA: золотой                                                                                              | Harverd Dropout           |
| «Welcome to the Party» (при участии Дипло и French Montana совместно с Zhavia Ward)      | 2018 | 78                      | 37                      | —                       | 87                      | 55                      | —                       | —                       | —                       | —                       | —                       | - RIAA: платиновый                                                                                           | Deadpool 2                |
| «Drug Addicts»                                                                           | 2018 | 83                      | 45                      | —                       | —                       | 52                      | —                       | —                       | —                       | —                       | —                       | | Harverd Dropout           |
| «I Love It» (при участии Kanye West)                                                     | 2018 | 6                       | 5                       | 5                       | 4                       | 1                       | 9                       | 1                       | 1                       | 6                       | 3                       | - RIAA: 2 × платиновый - BPI: золотой - RMNZ: золотой                                                        | Harverd Dropout           |
| «Multi Millionaire» (совместно с Lil Uzi Vert)                                           | 2018 | —                       | —                       | —                       | —                       | 99                      | —                       | —                       | —                       | —                       | —                       | | Harverd Dropout           |
| «Arms Around You» (при участии XXXTentacion совместно с Малума и Swae Lee)               | 2018 | 28                      | 16                      | —                       | 14                      | 13                      | 16                      | 15                      | 8                       | 5                       | 14                      | - ARIA: платиновый - RMNZ: золотой - RIAA: платиновый                                                        | Внеальбомный сингл        |
| «Butterfly Doors»                                                                        | 2019 | 81                      | 37                      | —                       | —                       | 48                      | —                       | —                       | —                       | 85                      | —                       | | Harverd Dropout           |
| «Racks on Racks»                                                                         | 2019 | —                       | 46                      | —                       | —                       | 77                      | —                       | —                       | —                       | 68                      | —                       | | Harverd Dropout           |
| «Be Like Me» (совместно с Лил Уэйном)                                                    | 2019 | 72                      | 33                      | —                       | —                       | 47                      | —                       | —                       | —                       | —                       | —                       | | Harverd Dropout           |
| «Pose to Do» (при участии French Montana и Quavo)                                        | 2019 | —                       | —                       | —                       | —                       | —                       | —                       | —                       | —                       | —                       | —                       | | Внеальбомные синглы       |
| «Illuminati» (при участии Anuel AA)                                                      | 2020 | —                       | —                       | —                       | —                       | —                       | —                       | —                       | —                       | —                       | —                       | | Внеальбомные синглы       |
| «Life Like Me»                                                                           | 2020 | —                       | —                       | —                       | —                       | —                       | —                       | —                       | —                       | —                       | —                       | | Внеальбомные синглы       |
| «Watafuk?!» (совместно с Моргенштерном)                                                  | 2020 | —                       | —                       | —                       | —                       | —                       | —                       | —                       | —                       | —                       | —                       | | Внеальбомные синглы       |
| «Goyard Batman» (совместно с Aitch и The Plug)                                           | 2020 | —                       | —                       | —                       | —                       | —                       | —                       | —                       | —                       | —                       | —                       | | Внеальбомные синглы       |
| «Lil Pimp Big Maga Steppin»                                                              | 2020 | —                       | —                       | —                       | —                       | —                       | —                       | —                       | —                       | —                       | —                       | | Внеальбомные синглы       |
| «Lonely»                                                                                 | 2021 | —                       | —                       | —                       | —                       | —                       | —                       | —                       | —                       | —                       | —                       | | Внеальбомные синглы       |
| «Racks To The Ceiling» (при участии Tory Lanez)                                          | 2021 | —                       | —                       | —                       | —                       | —                       | —                       | —                       | —                       | —                       | —                       | | No Name                   |
| «In Da Way»                                                                              | 2021 | —                       | —                       | —                       | —                       | —                       | —                       | —                       | —                       | —                       | —                       | | Внеальбомные синглы       |
| «All The Sudden»                                                                         | 2022 | —                       | —                       | —                       | —                       | —                       | —                       | —                       | —                       | —                       | —                       | | Внеальбомные синглы       |
| «1st Off»                                                                                | 2022 | —                       | —                       | —                       | —                       | —                       | —                       | —                       | —                       | —                       | —                       | | Внеальбомные синглы       |
| «Splurgin»                                                                               | 2022 | —                       | —                       | —                       | —                       | —                       | —                       | —                       | —                       | —                       | —                       | | Внеальбомные синглы       |
| «I’m Back»                                                                               | 2022 | —                       | —                       | —                       | —                       | —                       | —                       | —                       | —                       | —                       | —                       | | Внеальбомные синглы       |
| «Mosh Pit»                                                                               | 2022 | —                       | —                       | —                       | —                       | —                       | —                       | —                       | —                       | —                       | —                       | | Внеальбомные синглы       |
| «Walked»                                                                                 | 2022 | —                       | —                       | —                       | —                       | —                       | —                       | —                       | —                       | —                       | —                       | | Внеальбомные синглы       |
| «She Know» (при участии Ty Dolla $ign)                                                   | 2022 | —                       | —                       | —                       | —                       | —                       | —                       | —                       | —                       | —                       | —                       | | Внеальбомные синглы       |
| «Tesla» (совместно со Smokepurpp)                                                        | 2023 | —                       | —                       | —                       | —                       | —                       | —                       | —                       | —                       | —                       | —                       | | Внеальбомные синглы       |
| «—» обозначает запись, которая не попала в чарт или не была выпущена на этой территории. |      |                         |                         |                         |                         |                         |                         |                         |                         |                         |                         | |                           |

### В качестве приглашённого исполнителя
| Название                                         | Год  | Высшая позиция в чартах | Высшая позиция в чартах | Альбом             |
| Название                                         | Год  | US                      | UK                      | Альбом             |
| ------------------------------------------------ | ---- | ----------------------- | ----------------------- | ------------------ |
| «Nephew» (Smokepurpp совместно с Lil Pump)       | 2018 | —                       | —                       | Deadstar 2         |
| «Kept Back» (Gucci Mane совместно с Lil Pump)    | 2018 | —                       | —                       | Evil Genius        |
| «Overseas» (Desiigner совместно с Lil Pump)      | 2018 | —                       | —                       | Внеальбомный сингл |
| «Gnarly» (Kodak Black совместно с Lil Pump)      | 2018 | 88                      | —                       | Dying to Live      |
| «Hello» (Ugly God совместно с Lil Pump)          | 2019 | —                       | —                       | Bumps & Bruises    |
| «Coronao Now» (El Alfa при участии Lil Pump)     | 2019 | —                       | —                       | Внеальбомный сингл |
| «Poppin» (KSI при участии Lil Pump и Smokepurpp) | 2020 | —                       | 43                      | Dissimulation      |

## Другие песни с чартов
| Название                                                                                 | Год  | Высшая позиция в чартах | Высшая позиция в чартах | Высшая позиция в чартах | Альбом          |
| Название                                                                                 | Год  | US Bub.                 | US Bub. R&B/HH          | NZ Hot                  | Альбом          |
| ---------------------------------------------------------------------------------------- | ---- | ----------------------- | ----------------------- | ----------------------- | --------------- |
| «Back» (совместно с Lil Yachty)                                                          | 2017 | 22                      | 5                       | —                       | Lil Pump        |
| «Iced Out» (совместно с 2 Chainz)                                                        | 2017 | —                       | 8                       | —                       | Lil Pump        |
| «Baby Daddy» (Lil Yachty совместно с Lil Pump и Offset)                                  | 2018 | 19                      | 8                       | —                       | Lil Boat 2      |
| «Drop Out»                                                                               | 2019 | —                       | —                       | 31                      | Harverd Dropout |
| «—» обозначает запись, которая не попала в чарт или не была выпущена на этой территории. |      |                         |                         |                         |                 |

## Гостевое участие
| Название                       | Год  | Другие исполнители                             | Альбом                 |
| ------------------------------ | ---- | ---------------------------------------------- | ---------------------- |
| «I’m Just Trappin»             | 2015 | Lil Ominous                                    | —                      |
| «Water»                        | 2016 | iON                                            | —                      |
| «Johnny»                       | 2016 | Smokepurpp                                     | —                      |
| «Wristwork»                    | 2016 | Richy Samo                                     | The American Psycho EP |
| «Where’s the Blow»             | 2016 | Ski Mask the Slump God                         | Drown-In-Designer      |
| «PistolGripPapi»               | 2016 | Lil Sega                                       | —                      |
| «Count»                        | 2016 | Lil Ominous, Smokepurpp                        | —                      |
| «B*tch!»                       | 2016 | Lil Ominous                                    | —                      |
| «Bullshit (Kickstand)»         | 2016 | BrentRambo, Warhol.ss, Smokepurpp              | —                      |
| «Whippin’»                     | 2016 | Stepdadfla, Famous Dex                         | —                      |
| «Trixxx»                       | 2017 | Ronny J                                        | —                      |
| «Two Guns»                     | 2017 | Famous Dex, Smokepurpp                         | —                      |
| «Big Bank»                     | 2017 | iON                                            | —                      |
| «Magic»                        | 2017 | Richy Samo                                     | —                      |
| «OK»                           | 2017 | Smokepurpp                                     | —                      |
| «Gucci Breakfast»              | 2017 | Smokepurpp                                     | —                      |
| «M.O.B.»                       | 2017 | Splash Zanotti, Riff Raff                      | —                      |
| «DestGang»                     | 2017 | DestoDubb, Richy Samo                          | Thank You Fizzle       |
| «Walked In Ready»              | 2017 | JBan$, Lil Yachty                              | JBAN$2TURNT            |
| «Trap Jumpin’»                 | 2018 | Juicy J                                        | Shutdafukup            |
| «Designer (On My Drip)»        | 2018 | Dom Chasin Paper                               | —                      |
| «Lie Detector»                 | 2018 | 24hrs                                          | —                      |
| «Baby Daddy»                   | 2018 | Lil Yachty, Offset                             | Lil Boat 2             |
| «Face Tats»                    | 2018 | DestoDubb                                      | Thank You Fizzle       |
| «Choppa 4»                     | 2018 | Remember SJT                                   | —                      |
| «Nun Of Dat»                   | 2018 | BlocBoy JB                                     | Simi                   |
| «Jetski Grizzley»              | 2018 | Tee Grizzley                                   | Activated              |
| «Nephew»                       | 2018 | Smokepurpp                                     | Deadstar 2             |
| «Ight»                         | 2018 | Blac Youngsta                                  | —                      |
| «Bankteller»                   | 2018 | DestoDubb, Lil Uzi Vert, Smokepurpp, 03 Greedo | —                      |
| «Old Heads And Regretful Hoes» | 2019 | Chief Keef, Zaytoven                           | GloToven               |
| «Rockets»                      | 2019 | Rich the Kid, Takeoff                          | The World Is Yours 2   |
| «Pookie» (Remix)               | 2019 | Ая Накамура                                    | —                      |
| «Shopping Spree»               | 2019 | Murda Beatz, Sheck Wes                         | —                      |
| «Left Right»                   | 2019 | Smokepurpp                                     | Deadstar 2             |

## Музыкальные видео

### В качестве ведущего исполнителя
| Название                                                                            | Год  | Режиссёр               |
| ----------------------------------------------------------------------------------- | ---- | ---------------------- |
| «Finesse the Pack» (совместно с Lil Filth)                                          | 2016 | RAHEEMXP               |
| «Lil Pump»                                                                          | 2016 | RAHEEMXP               |
| «Elementary»                                                                        | 2016 | RAHEEMXP               |
| «D Rose»                                                                            | 2017 | Cole Bennett           |
| «Flex Like Ouu»                                                                     | 2017 | Cole Bennett           |
| «Boss»                                                                              | 2017 | Неизвестно             |
| «Next» (совместно с Rich the Kid)                                                   | 2017 | Неизвестно             |
| «Talkin Sh*t» (при участии Famous Dex)                                              | 2017 | Cole Bennett           |
| «Gucci Gang»                                                                        | 2017 | Ben Griffin            |
| «Esskeetit»                                                                         | 2018 | Lil Pump & Ben Griffin |
| «Welcome to the Party» (при участии Дипло и French Montana совместно с Zhavia Ward) | 2018 | Jason Koenig           |
| «Drug Addicts»                                                                      | 2018 | Hannah Lux Davis       |
| «I Love It» (при участии Канье Уэста совместно с Adele Givens)                      | 2018 | Spike Jonze            |
| «Butterfly Doors»                                                                   | 2019 | Ben Griffin            |
| «Racks on Racks»                                                                    | 2019 | BRTHR                  |
| «Be Like Me» (совместно с Лил Уэйном)                                               | 2019 | Sophie Muller          |
| «Racks To The Ceiling» (при участии Tory Lanez)                                     | 2021 | Неизвестно             |
| «In Da Way»                                                                         | 2021 | Louie Knows            |

### В качестве приглашенного исполнителя
| Название                                         | Год  | Режиссёр         |
| ------------------------------------------------ | ---- | ---------------- |
| «Kept Back» (Gucci Mane при участии Lil Pump)    | 2018 | —                |
| «Nephew» (Smokepurpp при участии Lil Pump)       | 2018 | Millicent Hailes |
| «Poppin» (KSI при участии Lil Pump и Smokepurpp) | 2020 | TajvsTaj         |

### Комментарии
1. ↑  «Boss» не вошел в чарт Billboard Hot 100, но достиг высшей позиции под номером 1 в чарте Bubbling Under Hot 100 Singles.[26]
2. ↑  «D Rose» не вошел в чарт Billboard Hot 100, но достиг высшей позиции под номером 8 в чарте Bubbling Under Hot 100 Singles.[26]
3. ↑  «Molly» не вошел в чарт Hot R&B/Hip-Hop Songs, но достиг высшей позиции под номером 9 в чарте Bubbling Under R&B/Hip-Hop Singles.[28]
4. ↑  «I Shyne» не вошел в чарт Billboard Hot 100, но достиг высшей позиции под номером 14 в чарте Bubbling Under Hot 100 Singles.[26]
5. ↑  «Esskeetit» не вошел в чарт NZ Top 40 Singles, но достиг высшей позиции под номером пять в чарте NZ Heatseeker Singles.[36]
6. ↑  «Welcome to the Party» не вошел в чарт NZ Top 40 Singles, но достиг высшей позиции под номером восемь в чарте NZ Heatseeker Singles.[37]
7. ↑  «Drug Addicts» не вошел в чарт Swedish Singellista, но достиг высшей позиции под номером восемь в чарте Swedish Heatseeker.[39]
8. ↑  «Multi Millionaire» не вошел в чарт NZ Top 40 Singles, но достиг высшей позиции под номером 28 в чарте NZ Hot Singles.[43]
9. ↑  «Butterfly Doors» не вошел в чарт NZ Top 40 Singles, но достиг высшей позиции под номером 11 в чарте NZ Hot Singles.[46]
10. ↑  «Butterfly Doors» не вошел в чарт Swedish Singellista, но достиг высшей позиции под номером 20 в чарте Swedish Heatseeker.[47]
11. ↑  «Racks on Racks» не вошел в чарт Billboard Hot 100, но достиг высшей позиции под номером два в чарте Bubbling Under Hot 100 Singles.[26]
12. ↑  «Racks on Racks» не вошел в чарт NZ Top 40 Singles, но достиг высшей позиции под номером пять в чарте NZ Hot Singles.[48]
13. ↑  «Racks on Racks» не вошел в чарт Swedish Singellista, но достиг высшей позиции под номером восемь в чарте Swedish Heatseeker.[49]
14. ↑  «Be Like Me» не вошел в чарт NZ Top 40 Singles, но достиг высшей позиции под номером девять в чарте NZ Hot Singles.[50]
15. ↑  «Nephew» не вошел в чарт Billboard Hot 100, но достиг высшей позиции под номером пять в чарте Bubbling Under Hot 100.[54]